# Expédition 33 (ISS)
Pour le jeu vidéo paru en 2025, voir Clair Obscur: Expedition 33.
Insigne de la mission
Équipage de l'expédition 33
Chronologie
 Expédition 32 Expédition 34 
L'Expédition 33 est le 33e roulement de l'équipage permanent de la Station spatiale internationale (ISS). Elle commence le 16 septembre 2012, avec le départ de Soyouz TMA-04M, ramenant sur Terre l'équipage de l'Expédition 32. Elle s'achève le 18 novembre 2012, avec le départ de Soyouz TMA-05M.

## Équipage
| Position           | Première Partie (septembre 2012)     | Seconde Partie (septembre 2012 à novembre 2012) |
| ------------------ | ------------------------------------ | ----------------------------------------------- |
| Commandant         | Sunita Williams, NASA 2e vol spatial | Sunita Williams, NASA 2e vol spatial            |
| Ingénieur de vol 1 | Yuri Malenchenko, RKA 5e vol spatial | Yuri Malenchenko, RKA 5e vol spatial            |
| Ingénieur de vol 2 | Akihiko Hoshide, JAXA 2e vol spatial | Akihiko Hoshide, JAXA 2e vol spatial            |
| Ingénieur de vol 3 |                                      | Kevin A. Ford, NASA 2e vol spatial              |
| Ingénieur de vol 4 |                                      | Oleg Novitskiy, RKA 1er vol spatial             |
| Ingénieur de vol 5 |                                      | Evgeny Tarelkin, RKA 1er vol spatial            |

SourceNASA,,

## Déroulement de l'expédition
Le lancement de la fusée a lieu le 16 septembre 2012 pour la mission Soyouz TMA-5.
Les astronautes effectuèrent le lancement de Cubesats le 4 octobre 2012 à bord de l'ISS. 
Ils expérimentèrent aussi le réseau tolérant aux délais (Delay-Tolerant Networking, DTN).
Enfin, ils ont effectué le pilotage d'un robot Lego depuis l'espace.